# Gianluca Grava
Gianluca Grava (Caserta, 7 de março de 1977) é um futebolista italiano que atua como zagueiro.  

## Títulos
Napoli
- Coppa Italia: 2011-12